# Fachschule für Technik und Gestaltung
Die Fachschule für Technik und Gestaltung (FSTuG) ist eine staatliche berufliche Schule, die dem regionalen Bildungszentrum (RBZ) Eckener-Schule Flensburg zugeordnet ist. Träger der Schule ist die Stadt Flensburg. Die Schule befindet sich gemeinsam mit der Berufsfachschule Holzbildhauerei am Standort Schützenkuhle 20–24 in Flensburg.

## Geschichte
Die Ursprünge der  heutigen Fachschule lassen sich zum einen auf die 1886 gegründete Königliche Seedampf-Maschinistenschule und zum anderen auf die Staatlich unterstützte Fachschule für Kunsttischler und Bildschnitzer zurückführen. Eine Entwicklung führte über die Staatliche Ingenieurschule (1965) zur Fachhochschule Flensburg (1969), heute Hochschule Flensburg, bzw. zur Fachschule für Technik (1974) mit den Fachrichtungen Elektrotechnik, Maschinentechnik und Schiffsbetriebstechnik. Die zweite Entwicklungslinie führt über die staatliche Fachschule zur Werkkunstschule (1966) mit den Studiengängen Holztechnik, Innenarchitektur und Gestaltung. Durch die Bildungsreform der 1960er und 1970er Jahre wurden die Fachschule Technik und die Werkkunstschule 1974 der Gewerblichen Beruflichen Schule, heute RBZ Eckener-Schule, zugeordnet. Die Fachrichtung Schiffsbetriebstechnik wurde an die Fachschule für Seefahrt als eigenständige Fachschule ausgegliedert. 1994 erfolgte die Zusammenlegung der Fachschule Technik mit der Fachschule für Technik und Gestaltung/Werkkunstschule am heutigen Standort in der Schützenkuhle. In den nachfolgenden Jahren hat die FSTuG mit Erweiterung auf die Fachrichtungen Gebäudesystemtechnik, Mechatronik und Windenergietechnik auf den regionalen Bedarf reagiert.

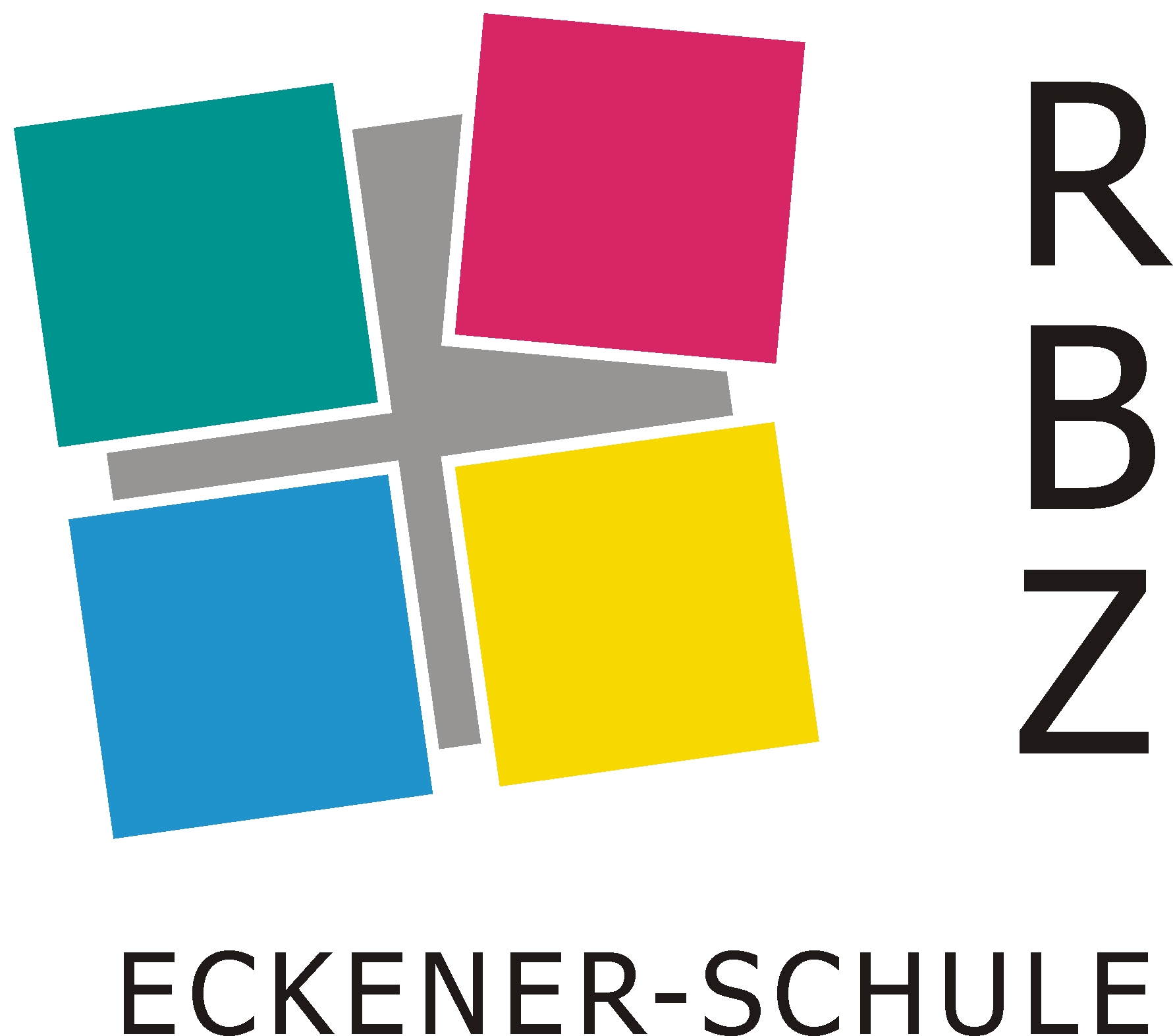

## Bildung
Von der Erstausbildung, bis zum staatlich geprüften Techniker bzw. staatlich geprüften Gestalter wird ein Niveau erreicht, das im Deutschen Qualifikationsrahmen auf Stufe 6 dem akademischen Bachelor-Abschluss gleichgestellt ist. Mit dem Abschluss wird die Fachhochschulreife erreicht.
Die Fachschule für Technik und Gestaltung bietet Aufstiegsfortbildungen in derzeit sechs Fachrichtungen im Vollzeitunterricht an:
- Elektrotechnik (Steuerungs- und Automatisierungstechnik elektronischer Anlagen)
- Gebäudesystemtechnik (technisches und organisatorisches Management von Gebäuden)
- Holztechnik (Konstruktion und Arbeitsorganisation in Holzhandwerk und Holzindustrie)
- Maschinentechnik (Entwicklung, Planung, Produktionssteuerung und Qualitätsmanagement von Maschinen)
- Raumgestaltung und Innenausbau (Entwurf, technische Planung und Ausführungsvorbereitung von Innenausbauten und Einrichtungen)
- Windenergietechnik (Projektierung, Betriebsführung und Instandhaltungsmanagement von Windkraftanlagen)

Außerdem wird die Fachrichtung Mechatronik berufsbegleitend in einem dualen Teilzeitmodell angeboten:
- Mechatronik (Technik von Anlagen mit mechatronischen und elektrischen Komponenten)

## Profil
Fachexkursionen, Facharbeiten, Vorträge und Projekte mit externen Partnern sollen den Praxisbezug gewährleisten. Die Projektarbeit ist ein wesentlicher Bestandteil in allen Fachrichtungen. In Kooperation mit der Handwerkskammer bietet die FSTuG parallel Vorbereitungskurse der Handwerksmeisterprüfung Teil III und IV an. In einigen Fachrichtungen wird hierfür auch der Theorieteil II anerkannt. Zusatzqualifikationen, wie REFA-Grundkurs, Energieberater oder Sachverständiger "Altersgerecht Umbauen" werden regelmäßig angeboten.
Studierende der Fachschule für Technik und Gestaltung nehmen regelmäßig an verschiedenen Wettbewerben teil, z. B. den „Robolympics“ und „Holz bewegt“. Daneben präsentiert sich die FSTuG auf Regionalmessen und Fachmessen wie z. B. „Ligna“ und „InServFM“.

## Förderverein
Der Förderverein der Fachschule für Technik und Gestaltung wurde 1983 gegründet und besteht seit 2012 unter dem Namen Die Flensburger – Förderverein der Fachschule für Technik und Gestaltung e. V. Gemäß Satzung ist es Ziel und Zweck des Vereins, die Fachschule als Bildungseinrichtung finanziell zu fördern.